# Nervus axillaris
De nervus axillaris (letterlijk okselzenuw) is een perifere zenuw behorende bij de arm. De zenuw ontstaat uit de fasciculus posterior van de plexus brachialis op het niveau van de oksel en bestaat uit zenuwvezels van de ruggenmergsegmenten C5 en C6. De nervus axillaris gaat door het spatium quadrangulare samen met de arteria circumflexa humeri posterior en de vena circumflexa humeri posterior.

## Motore en sensorische innervatie
De nervus axillaris innerveert twee spieren, de musculus deltoideus en musculus teres minor (een spier van de rotator cuff).
De zenuw draagt ook sensorische informatie uit het schoudergewricht en de huid over het onderste (meer proximaal) gedeelte van de musculus deltoides via de nervus cutaneus brachii lateralis superior, een aftakking van de nervus axillaris.

## Aanvullende afbeeldingen

Plexus brachialis
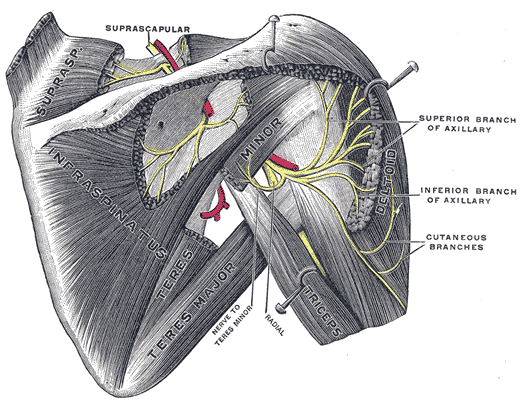
N. suprascapularis en axillaris van de rechterarm, gezien van dorsaal.
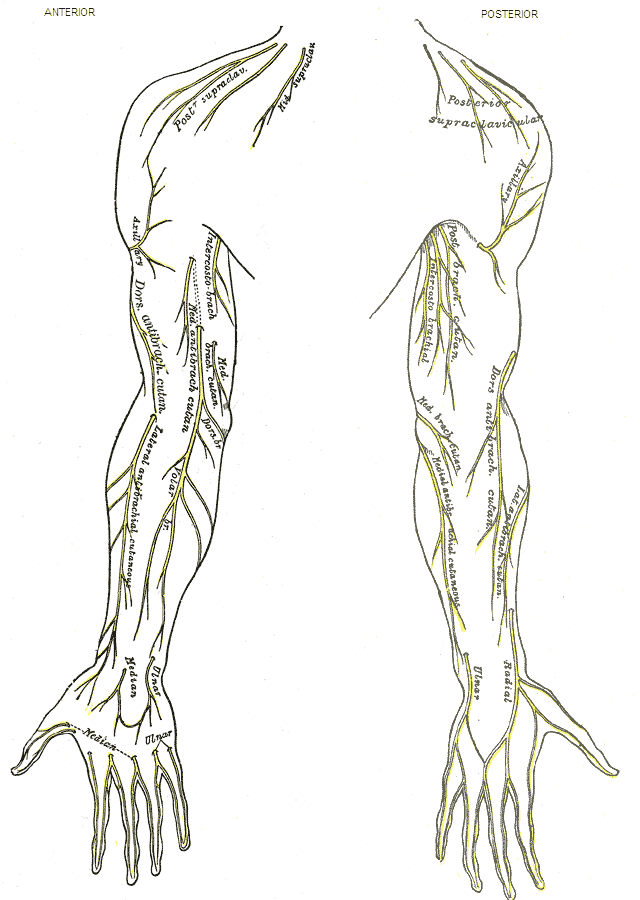
Oppervlakkige zenuwen van de rechterarm.
Dermatomenkaart van de innervatie van de huid van de rechterarm.
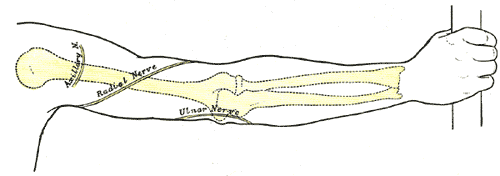
Rug van de rechterarm, waarbij oppervlaktemarkeringen voor botten en zenuwen zijn aangegeven.